# Паидеа
Паидеа је угледна издавачка кућа из Београда. Основао ју је 31. октобра 1991. године Петар Живадиновић, некадашњи уредник БИГЗ-а и директор културног центра у Паризу.
У издању Паидеје је објављена и једна од најпродаванијих књига код нас у последњој деценији. Реч је о роману Алхемичар бразилског писца Паула Коеља, чијих је преко двадесет издања продато у преко 100.000 примерака.